# Taxilamina
La taxilamina es un alcaloide aislado de la corteza de la raíz de Berberis aristata (Berberidaceae).

## Derivados
Dihidrotaxilamina: También encontrado en Berberis aristata. CAS: 105798-92-3.